# Batonishvili
Un batonishvili este un titlu acordat principilor și principeselor ce descind din Dinastia Bagrationi a Regatului Georgiei.